# Оченели (Перуђа)
Оченели је насеље у Италији у округу Перуђа, региону Умбрија.
Према процени из 2011. у насељу је живело 100 становника. Насеље се налази на надморској висини од 485 м.